# Arnoglossus aspilos
Arnoglossus aspilos es una especie de pez de la familia Bothidae en el orden de los Pleuronectiformes.

## Morfología
Pueden llegar alcanzar los 19 cm de longitud total.

## Distribución geográfica
Se encuentra desde las  costas del Golfo Pérsico hasta las de la India, Taiwán, Mar de la China Meridional y Queensland  (Australia.